# Magersari (Magelang Selatan)
Magersari is een bestuurslaag in het regentschap Magelang van de provincie Midden-Java, Indonesië. Magersari telt 7686 inwoners (volkstelling 2010).